# Altica opacifrons
Altica opacifrons là một loài bọ cánh cứng trong họ Chrysomelidae. Loài này được Lindberg miêu tả khoa học năm 1938.